# Newton Knight
Newton Knight (10 de novembro de 1829 – 16 de fevereiro de 1922) foi um fazendeiro, soldado e unionista do sul dos Estados Unidos que viveu na região do Mississippi, conhecido por liderar a "Companhia Knight", um grupo de confederados desertores que se rebelaram contra os Estados Confederados durante a Guerra Civil Americana. No auge do conflito, Knight e seus companheiros teriam fundado o "Estado Livre de Jones" na área do Condado de Jones, Mississippi. Contudo a natureza da extensão da oposição da companhia de Knight ao governo Confederado ainda é debatido pelos historiadores. Após a guerra, Knight se juntou ao Partido Republicano e serviu no governo do Mississippi durante a era da Reconstrução como um oficial do Serviço de Delegados federais.
Knight é uma figura controversa na região onde viveu, com as pessoas tendo visões divergentes a respeito de suas motivações e ações. Um dos motivos desta controvérsia vem, em grande parte, do desgosto e oposição por parte da população branca contra o fato de Knight ter se aliado a escravos durante a guerra civil. Sua vida no pós-guerra também foi controversa, principalmente quando ele se casou com uma escrava liberta. Eles e seus aliados criaram uma pequena comunidade miscigenada no sul do Mississippi. O casamento deles foi considerado ilegal, já que o Mississippi baniu uniões interraciais após a guerra, exceto por um breve período durante a Reconstrução. Faleceu em 1922 e foi enterrado no Knight Family Cemetery ao lado de sua esposa afro-americana Rachel.